# Cremna clinias
Cremna clinias är en fjärilsart som beskrevs av Doubleday 1847. Cremna clinias ingår i släktet Cremna och familjen Riodinidae. Inga underarter finns listade i Catalogue of Life.